# Jardin Tino-Rossi
Le jardin Tino-Rossi est un espace vert du 5e arrondissement de Paris, en France.

## Situation et accès
Le jardin est accessible par le 8, quai Saint-Bernard.
Il est desservi par la ligne 7 à la station Sully - Morland et par la ligne 5 à la station Gare d'Austerlitz et par la ligne C du RER à la gare de Paris-Austerlitz.

## Origine du nom
Il porte le nom de Constantin Rossi dit Tino Rossi (1907-1983).

## Historique
Le jardin, créé en 1980, accueille le musée de la Sculpture en plein air.

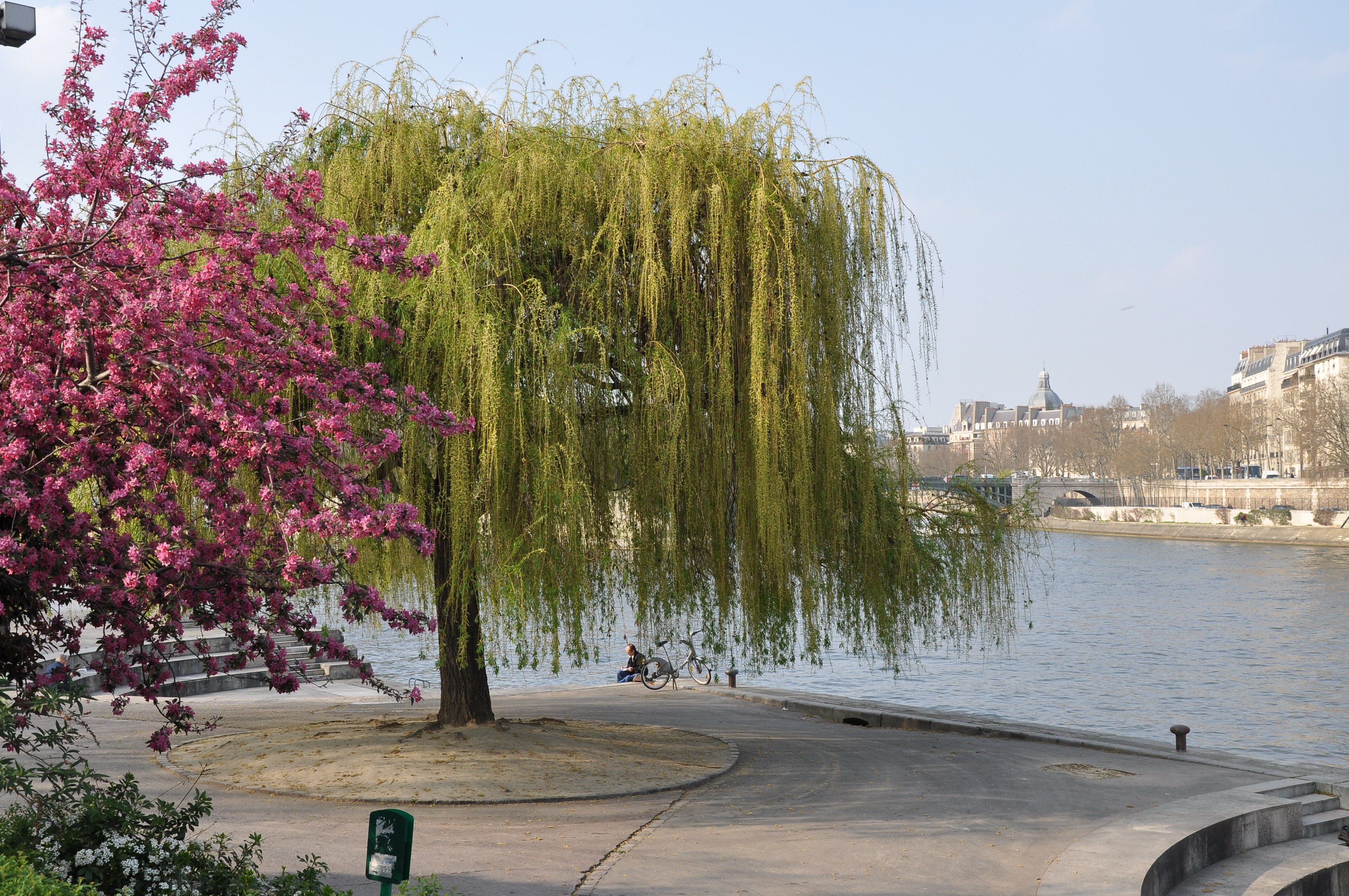
Bords de Seine dans le jardin Tino-Rossi.
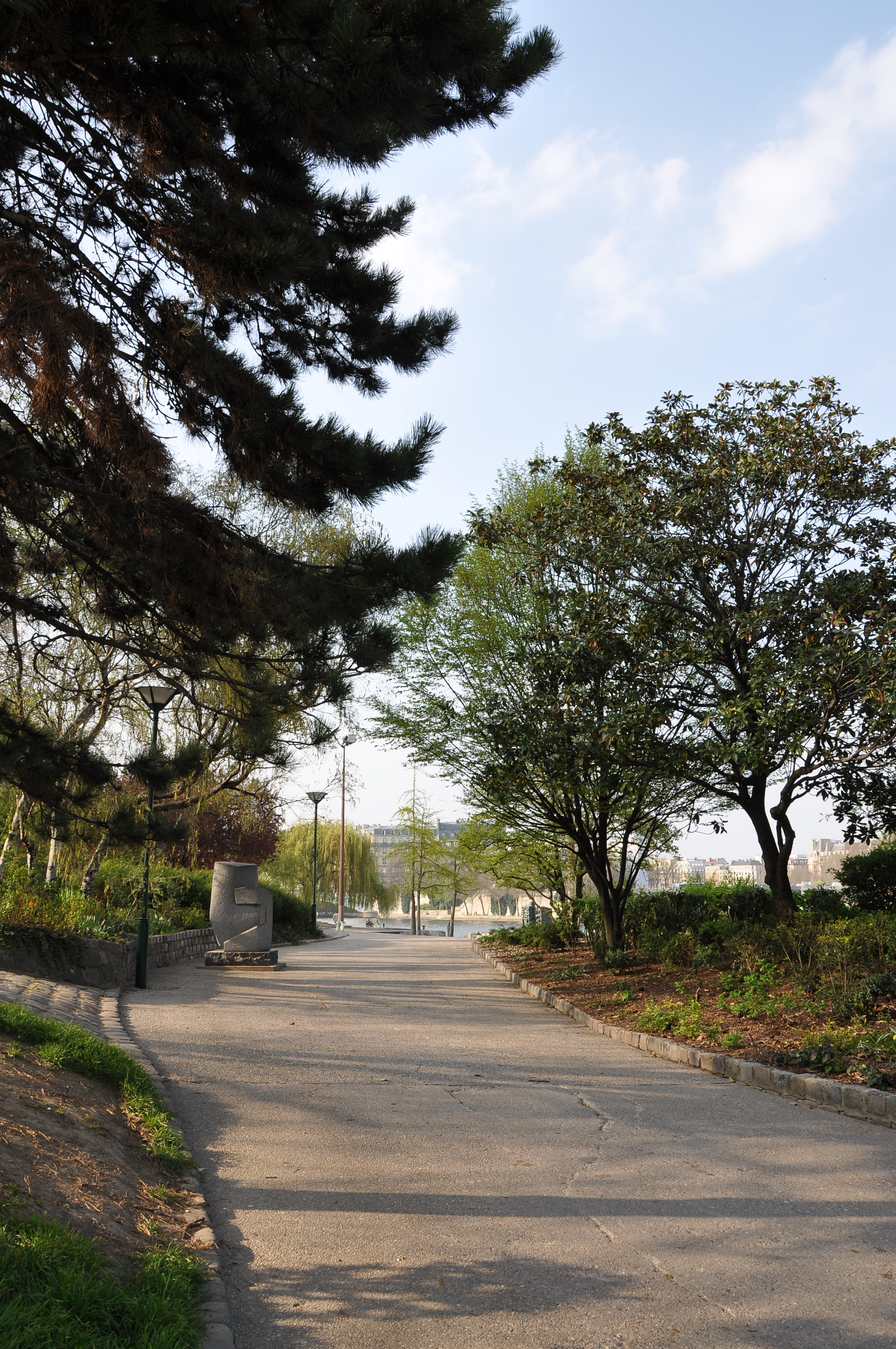
Voie piétonne et vélo dans le jardin.